# Panzerzug Jedinaja Rossija
Der Panzerzug Jedinaja Rossija (russisch Бронепоезд Единая Россия Bronepojesd Jedinaja Rossija, deutsch: Einiges Russland) war ein schwerer Panzerzug der Weißen Armee aus der Zeit des Russischen Bürgerkrieges.

## Geschichte
Der Panzerzug Jedinaja Rossija war einer der ersten Panzerzüge der Weißen Armee. Am 1. Juli 1918 wurde dieser im Bahnhof Tichorezk, dem größten Eisenbahnknotenpunkt in Kaukasien, zusammen- und in Dienst gestellt. In den ersten Tagen hieß der Panzerzug Боевая батарея дальнего действия (Bojewaja batareja dalnego deistwija, deutsch: Kampfbatterie mit großer Reichweite). Ab dem 7. September 1918 nannte man ihn um in 5. Бронетанковый взвод (5. Bronetankowy wswod, deutsch: 5. Panzerzug). Erst am 16. November 1918 erhielt seinen endgültigen Namen Jedinaja Rossija.

## Technische Daten

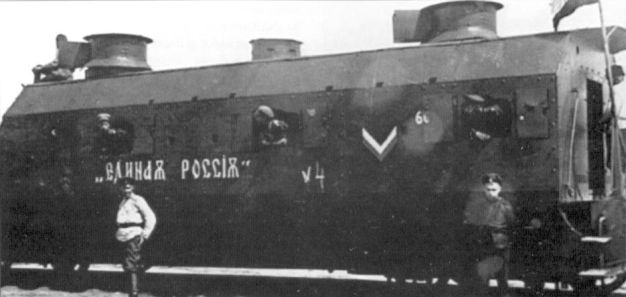
Einer der Maschinengewehrwagen

### Artilleriewagen
Der Panzerzug Jedinaja Rossija verfügte über vier Artilleriewagen. Einer verfügte über eine 12-cm-Kanone, zwei weitere über 10,5-cm-Kanonen und der vierte über eine 4,78-cm-Kanone.

### Maschinengewehrwagen
Der Panzerzug Jedinaja Rossija war mit drei Maschinengewehrwagen ausgerüstet. Die Wagen verfügten über sechs Maschinengewehre, je drei an jeder Seite.

## Einsatz
Im Juli 1918 griff die Kampfbatterie mit großer Reichweite vom Bahnhof Tichorezk aus, zusammen mit dem Panzerzug General Alexejew, die Bahnhöfe Sosyka und Kuschtschewka an. Während dieser Kämpfe wurde ein bolschewistischer Panzerzug im Bahnhof von Kisljakowka durch Artilleriefeuer des Panzerzuges zerstört. Nach der Einnahme von Kawkasskaja, wurde der Panzerzug weiter nach Stawropol verlegt. Dort schloss er sich dem leichten Panzerzug 2 an und unterstütze den Angriff auf Armawir. Ende August 1918 kam es zu einem Gefecht in der Nähe des Bahnhofes Derschawnaja.
Nach der Eroberung von Armawir am 13. September 1918 kehrte der Panzerzug, nun in 5. Panzerzug umbenannt, zur Eisenbahnlinie zwischen Armawir und Kawkasskaja zurück. Als es zu einem Gegenangriff der bolschewistischen Truppen kam, unterstützte der Panzerzug bei der Verteidigung von Armawir und Stawropol. Ab Ende Oktober wurde der Panzerzug dann auf der Eisenbahnstrecke zwischen Armawir und Newinnomyssk eingesetzt.
Anfang 1919 operierte der Panzerzug, nun mit dem endgültigen Namen Panzerzug Jedinaja Rossija, als Teil des 1. Panzerzuggeschwaders am Don. Am 28. Februar 1919 half er bei der Verteidigung in der Nähe des Bahnhofes von Baronskaja. Hier kam es zu einem Angriff von bolschewistischer Infanterie und zwei Panzerzügen auf das 1. Bataillon des. 1. Markowski-Regiments. Anfang Juli kam es zur Schlacht um Zarizyn, bei dem es schwere Kämpfe gab. Im Anschluss wurde der Panzerzug nach Moskau verlegt.
In der Nacht vom 19. auf den 20. September 1919 eroberte der Panzerzug Jedinaja Rossija zusammen mit dem Panzerzug Ofizer den Bahnhof von Kursk. Im Anschluss wurde er in den Rückwärtigen Raum verlegt, um im Kampf gegen aufständische Truppen zu unterstützen. Während dieser Kämpfe wurde der Panzerzug Jedinaja Rossija im Bereich des Bahnhofes Sofijewka beschädigt.
Am 12. November 1919 verlegte der Panzerzug zum Bahnhof von Jenakijewe. Am 10. Dezember 1919 wurde er zur Wartung und Modernisierung nach Noworossijsk beordert. Aufgrund der bolschewistischen Offensive, musste die Stadt am 13. März 1920 evakuiert werden. Somit wurde auch der Panzerzug übereilt in der Werkstätten zurückgelassen und von bolschewistischen Truppen erbeutet. Diese setzten ihn aber nicht weiter ein.
Im März 1920 wurde auf der Krim der Panzerzug mit der alten Besatzung neu aufgebaut. Die älteren Geschütze wurden vorher vom alten Panzerzug entfernt und waren bereits auf die Krim transportiert worden. Neu hinzu kam eine 15,2-cm-Haubitze der 3. Batterie des 1. schweren Marineartilleriegeschwaders. Ab dem 16. April agierte der Panzerzug beim 1. Panzerzuggeschwader. Am 1. November 1920 musste Sewastopol evakuiert werden und der Panzerzug wurde zurückgelassen.

## Zugpersonal
- Zugkommandant Oberst Skopin (1. Juli 1918 – 7. April 1919)
- Zugkommandant Oberst W. W. Kapinski (7. April 1919 – 3. November 1919)
- Zugkommandant Oberst W. I. Okuszko (3. November 1919 – 14. April 1920)
- Zugkommandant Hauptmann Smirnow (14. April 1920 – 7. Juni 1920)
- Zugkommandant Oberst W. I. Okuszko (7. Juni 1920 – 24. August 1920)
- Zugkommandant Oberst A. A. Selenezki (24. August 1920 – Oktober 1920)
- Zugkommandant Oberst W. I. Okuszko (Oktober 1920 – 1. November 1920)